# Reginald Foster (latiniste)
Pour les articles homonymes, voir Reginald Foster.
Reginald Foster, né le 14 novembre 1939 à Milwaukee et mort le 25 décembre 2020, est un prêtre catholique et latiniste américain.